# Ершов, Валентин Валентинович
Валентин Валентинович Ершов (род. 14 ноября 1950, Троицк, Челябинская область) — российский юрист, бывший ректор, впоследствии президент Российского государственного университета правосудия, бывший президент Российской правовой академии Минюста России, доктор юридических наук, профессор, заслуженный юрист Российской Федерации, заслуженный деятель науки Российской Федерации, академик РАЕН, судья в отставке.
Председатель экзаменационной комиссии по приему квалификационного экзамена на должность судьи Высшей квалификационной коллегии судей Российской Федерации, член Совета Московского областного отделения Ассоциации юристов России, член редакционных советов журналов «Российское правосудие», «Российский судья», «Российская юстиция», «Права человека», «Зарубежное законодательство и сравнительное правоведение».
Награждён правительственными и ведомственными медалями, почётными знаками и грамотами, лауреат ряда профессиональных премий.

## Биография
Родился 14 ноября 1950 года в г. Троицке Челябинской области.
В 1979 г. окончил юридический факультет МГУ им. М. В. Ломоносова.
В 1986 г. защитил кандидатскую диссертацию на тему: «Теоретические вопросы судебного правоприменения» (научный рук. проф. С. В. Боботов).
В 1992 г. защитил докторскую диссертацию на тему: «Судебная власть в правовом государстве».
С 1979 г. Валентин Валентинович Ершов — народный судья Железнодорожного районного народного суда.
В 1987—1990 годах председатель этого же суда.
С 1990 — доцент, декан факультета, заведующий кафедрой, первый проректор Российской правовой академии Министерства юстиции РФ. С 1995 по 2001 годы — президент Российской правовой академии Министерства юстиции РФ.
С 2001 — ректор Российской академии правосудия (ныне Российский государственный университет правосудия).
В 2008 году Ершову присвоено звание «Заслуженный деятель науки Российской Федерации».
С 2008 — Председатель Экзаменационной комиссии по приёму квалификационного экзамена на должность судьи при Высшей квалификационной коллегии судей Российской Федерации.

## Семья
Сын Валентин — заместитель председателя Московского областного суда (назначен на должность Указом Президента РФ от 18.03.2022 № 127 «О назначении судей федеральных судов и о представителях Президента Российской Федерации в квалификационных коллегиях судей субъектов Российской Федерации»)

## Научные работы
Сферу научных интересов составляют проблемы теории права, конституционных основ судебной власти, судоустройства и судопроизводства, гражданского права, трудового права.
Известный педагог и учёный, основными направлениями научной деятельности которого являются теория государства и права, конституционное, международное, гражданское, жилищное и трудовое право. Автор более 100 научных работ, в том числе монографий, учебных пособий.

### Научные публикации
- «Статус суда в правовом государстве» (М., 1992);
- «Теоретические и практические проблемы применения трудового» права (М.,1992) (в соавт.);
- «Судебное правоприменение» (М.,1993);
- «Трудовой договор» (М.,1998, 2000) (в соавт.).

В. В. Ершов в своих работах обосновал необходимость создания независимого и полновластного суда в рамках системы взаимоконтролирующих и взаимодействующих органов государственной власти.
Традиционное понимание применения нормы права, как процесса, осуществляемого по правилам логического силлогизма, автор существенно конкретизирует и дополняет.
Он обоснованно показывает сложный, многоаспектный характер правоприменения, неизбежно включающий в себя эвристические процедуры по конкретизации нормы права, преодолению коллизий и пробелов.
Творческий характер судебного правоприменения, как полагает Валентин Валентинович Ершов, состоит также в том, что оно неизбежно включает в себя и элементы правотворчества. Законодательство не может находиться в полном соответствии с реальным состоянием регулируемых отношений, что делает необходимым, с одной стороны, активное участие судебных органов в правотворческой деятельности государства, а с другой, выработку судебных обыкновений с целью приведения действующих норм права в соответствие с регулируемыми ими общественными отношениями до того, как правотворческий орган внесен соответствующие коррективы в действующее законодательство.
По данным Диссернета являлся председателем диссовета вынесшего позорное решение по диссертации с масштабными заимствованиям